# Comuna Milaș, Bistrița-Năsăud
Milaș este o comună în județul Bistrița-Năsăud, Transilvania, România, formată din satele Comlod, După Deal, Ghemeș, Hirean, Milaș (reședința) și Orosfaia.

## Demografie
Componența etnică a comunei Milaș
     Români (89,16%)
     Romi (6,05%)
     Maghiari (2,1%)
     Alte etnii (2,69%)
Componența confesională a comunei Milaș
     Ortodocși (90,92%)
     Baptiști (2,02%)
     Reformați (1,68%)
     Alte religii (2,69%)
     Necunoscută (2,69%)
Conform recensământului efectuat în 2021, populația comunei Milaș se ridică la 1.190 de locuitori, în scădere față de recensământul anterior din 2011, când fuseseră înregistrați 1.286 de locuitori. Majoritatea locuitorilor sunt români (89,16%), cu minorități de romi (6,05%) și maghiari (2,1%). Din punct de vedere confesional, majoritatea locuitorilor sunt ortodocși (90,92%), cu minorități de baptiști (2,02%) și reformați (1,68%), iar pentru 2,69% nu se cunoaște apartenența confesională.

## Politică și administrație
Comuna Milaș este administrată de un primar și un consiliu local compus din 9 consilieri. Primarul, Emil-Gabriel Bâcâin[*], de la Partidul Național Liberal, este în funcție din 1 noiembrie 2024. Începând cu alegerile locale din 2024, consiliul local are următoarea componență pe partide politice:
|  | Partid                          | Consilieri | Componența Consiliului | Componența Consiliului | Componența Consiliului | Componența Consiliului | Componența Consiliului | Componența Consiliului |
|  | ------------------------------- | ---------- | ---------------------- | ---------------------- | ---------------------- | ---------------------- | ---------------------- | ---------------------- |
|  | Partidul Național Liberal       | 6          |                        |                        |                        |                        |                        |                        |
|  | Partidul Social Democrat        | 2          |                        |                        |                        |                        |                        |                        |
|  | Alianța pentru Unirea Românilor | 1          |                        |                        |                        |                        |                        |                        |

## Atracții turistice
- Biserica ortodoxă "Sfinții Arhangheli Mihaiil și Gavriil" din satul Milaș, construcție secolul al XIX-lea
- Biserica reformată din satul Comlod, construcție secolul al XVI-lea
- Castelul "Teleki" din satul Comlod, construcție secolul al XVII-lea
- Monumentul Eroilor din Milaș
- Monumentul Eroilor din satul Ghemeș

## Personalități născute aici
- Iuliu Hossu (1885 - 1970), episcop greco-catolic, senator, membru de onoare al Academiei Române, delegat la Marea Adunare Națională de la Alba Iulia din 1 decembrie 1918.

## Imagini

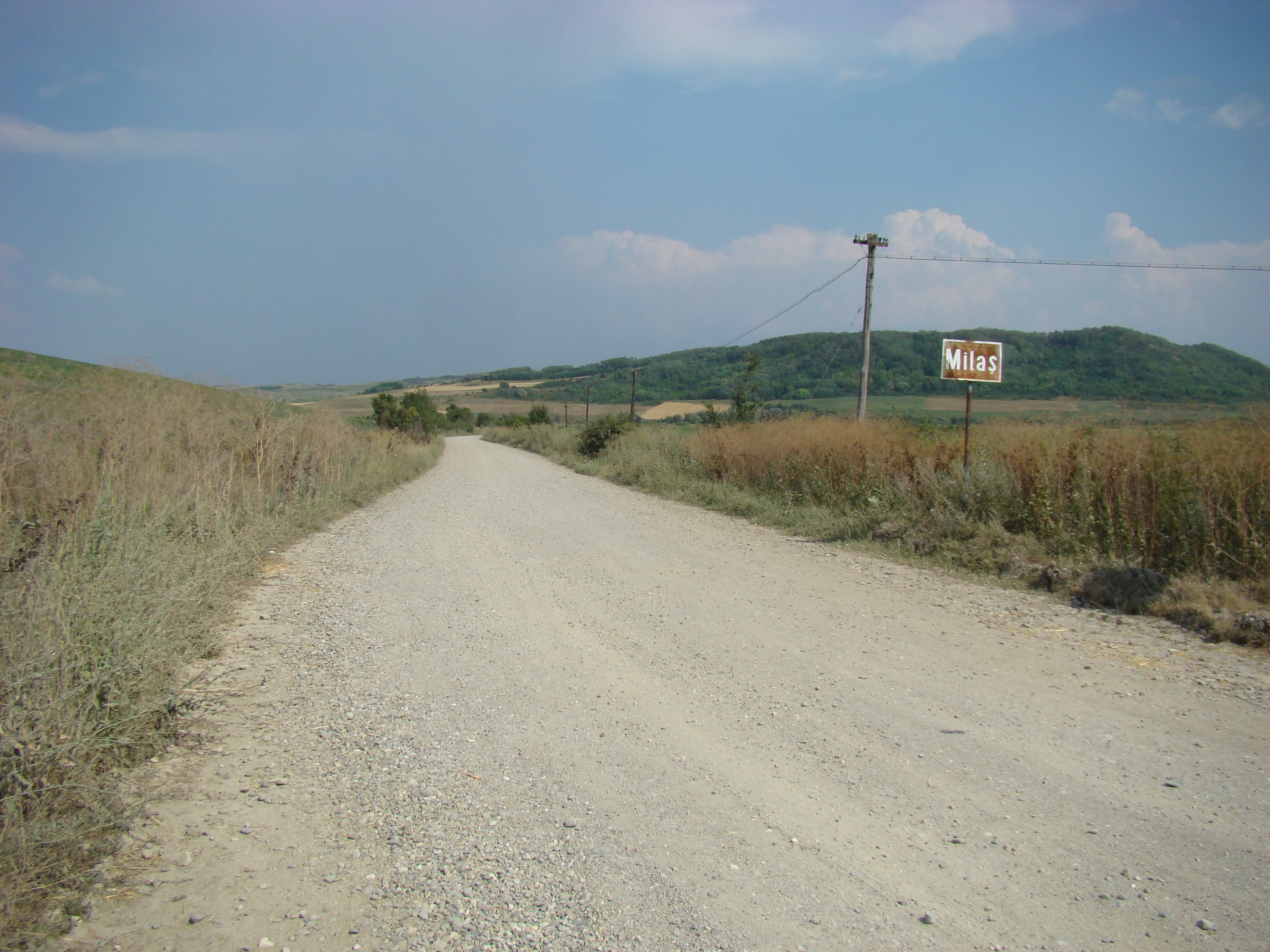
Intrarea în satul Milaș
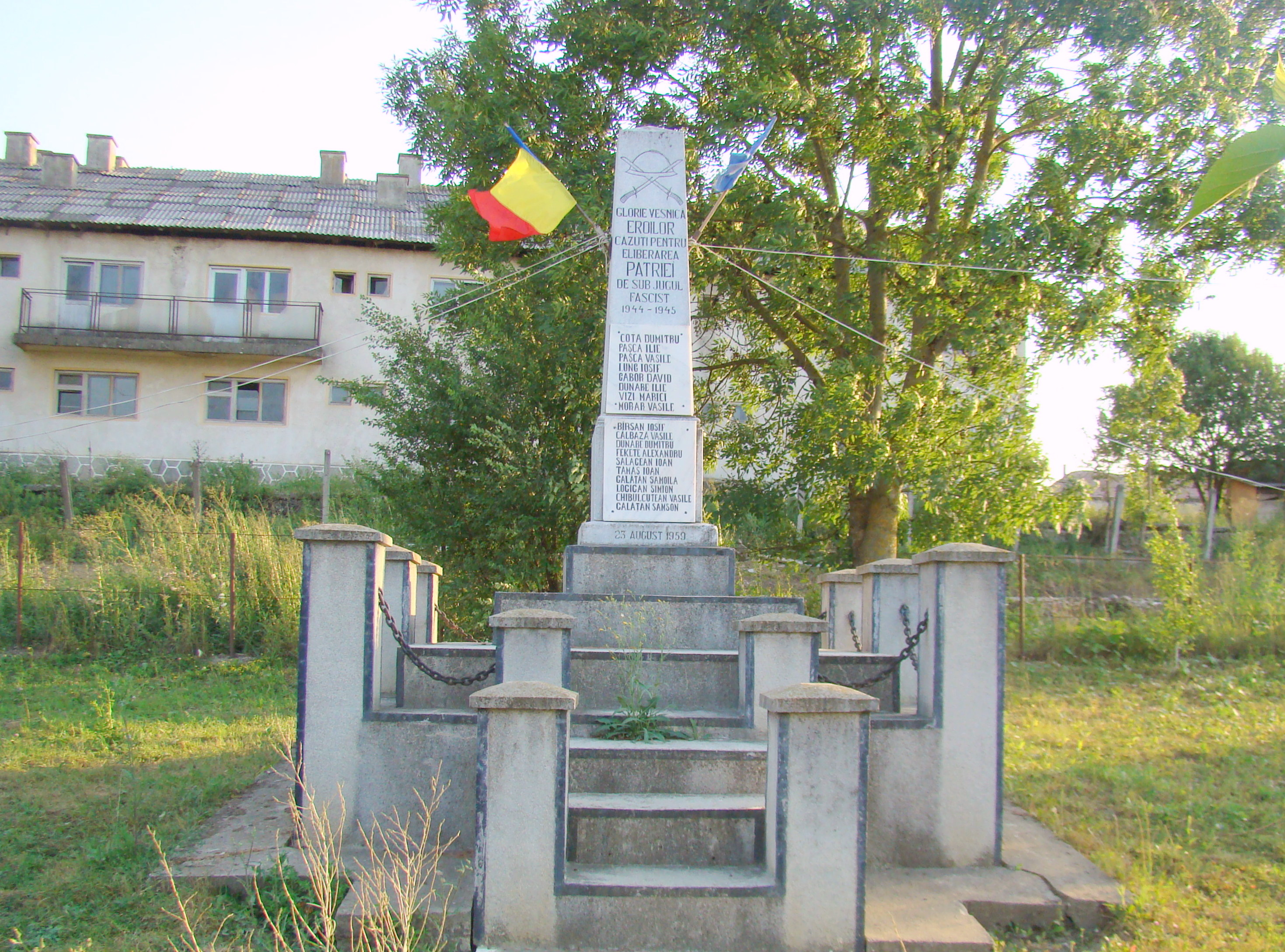
Monumentul eroilor din satul Milaș
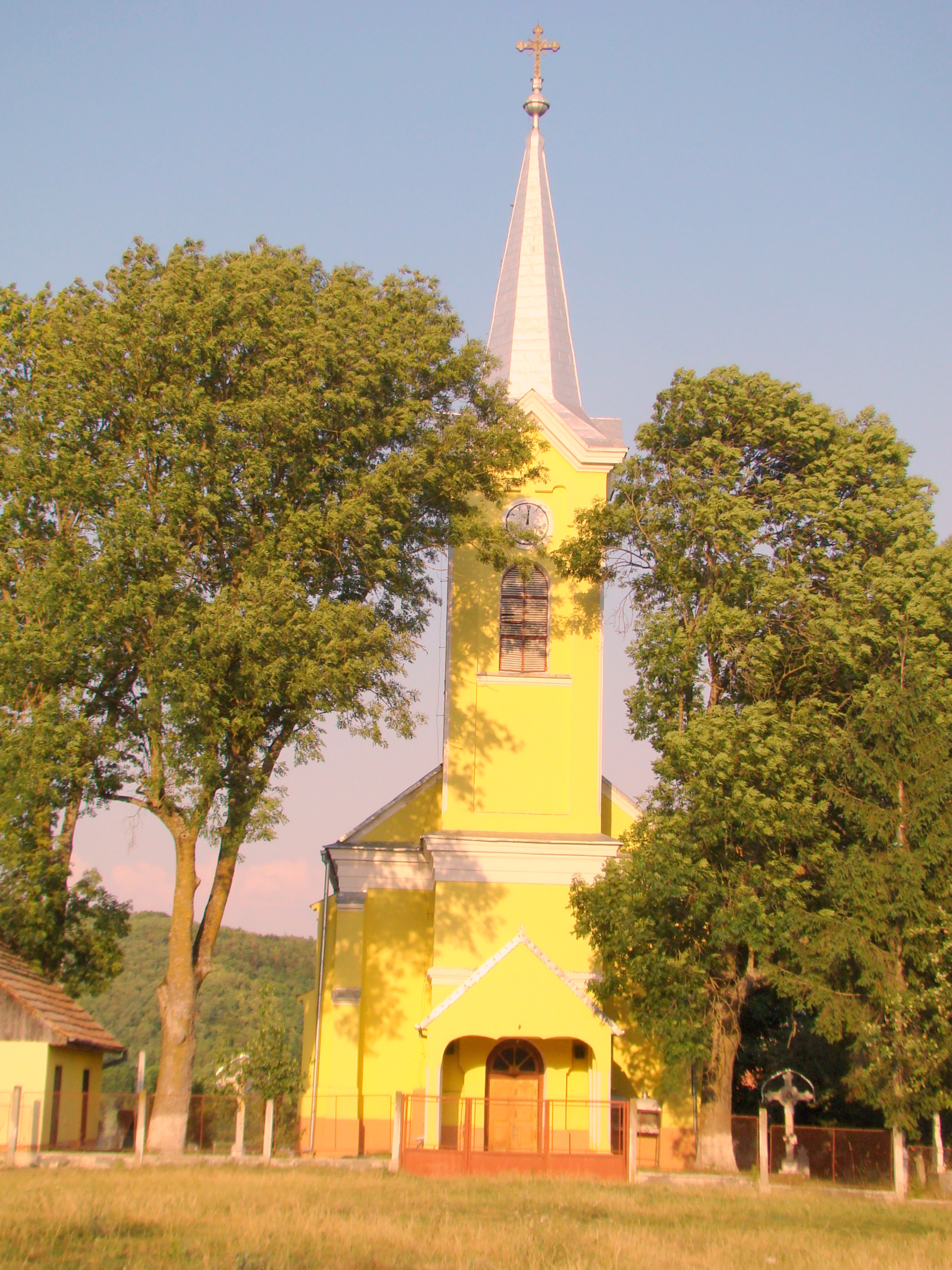
Biserica „Sfinţii Arhangheli Mihail şi Gavriil”
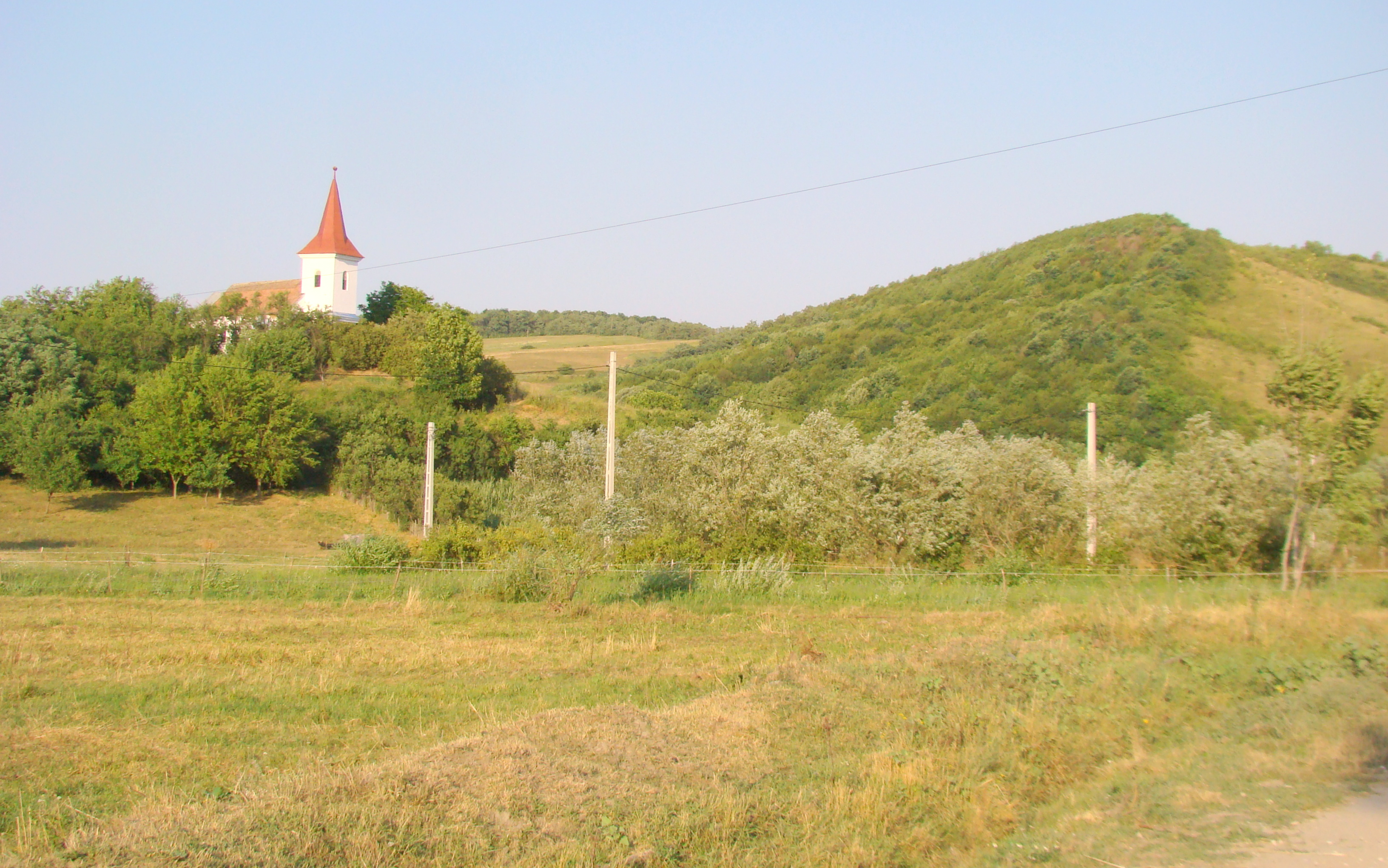
Satul Orosfaia
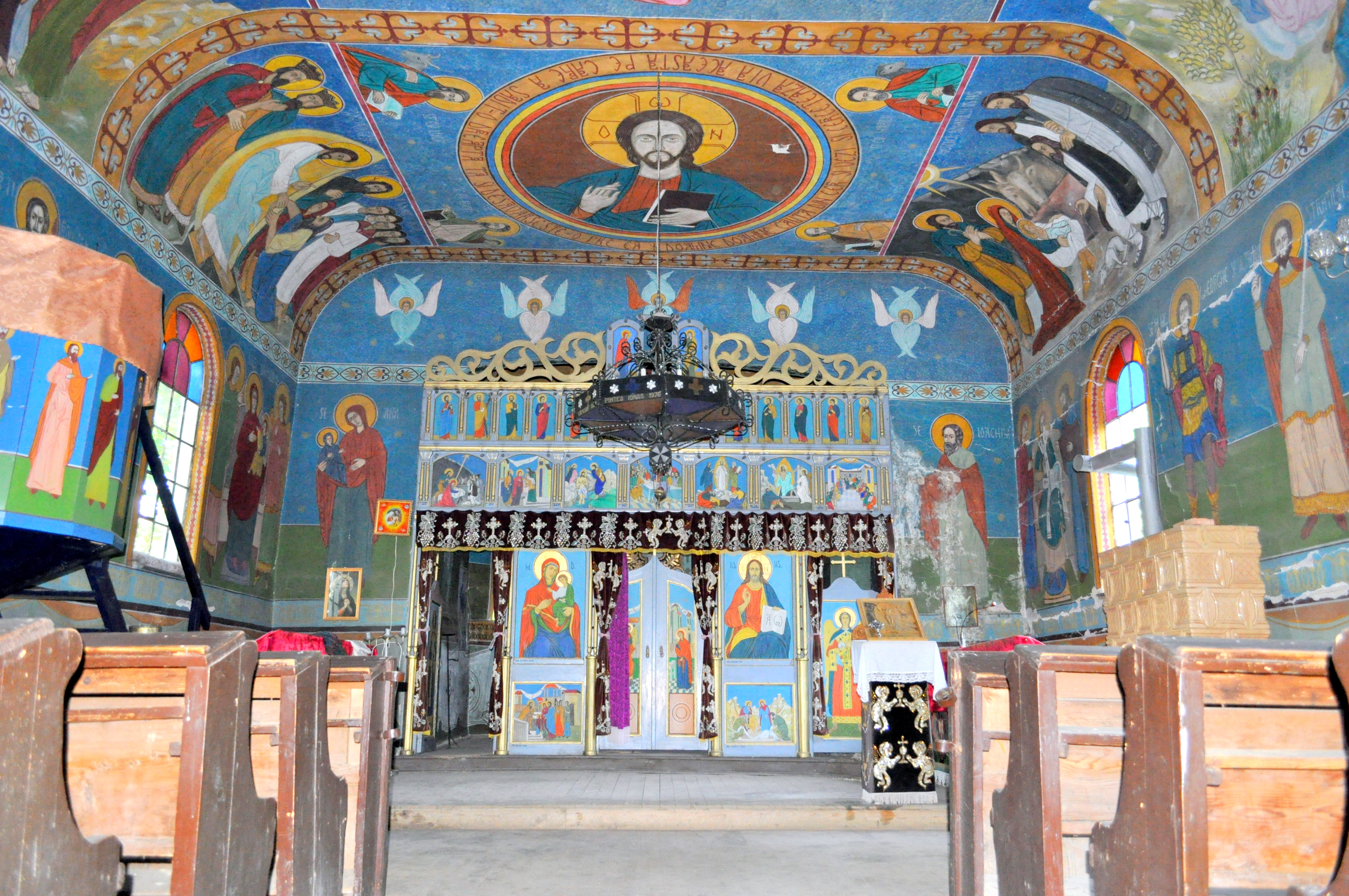
Interiorul bisericii noi
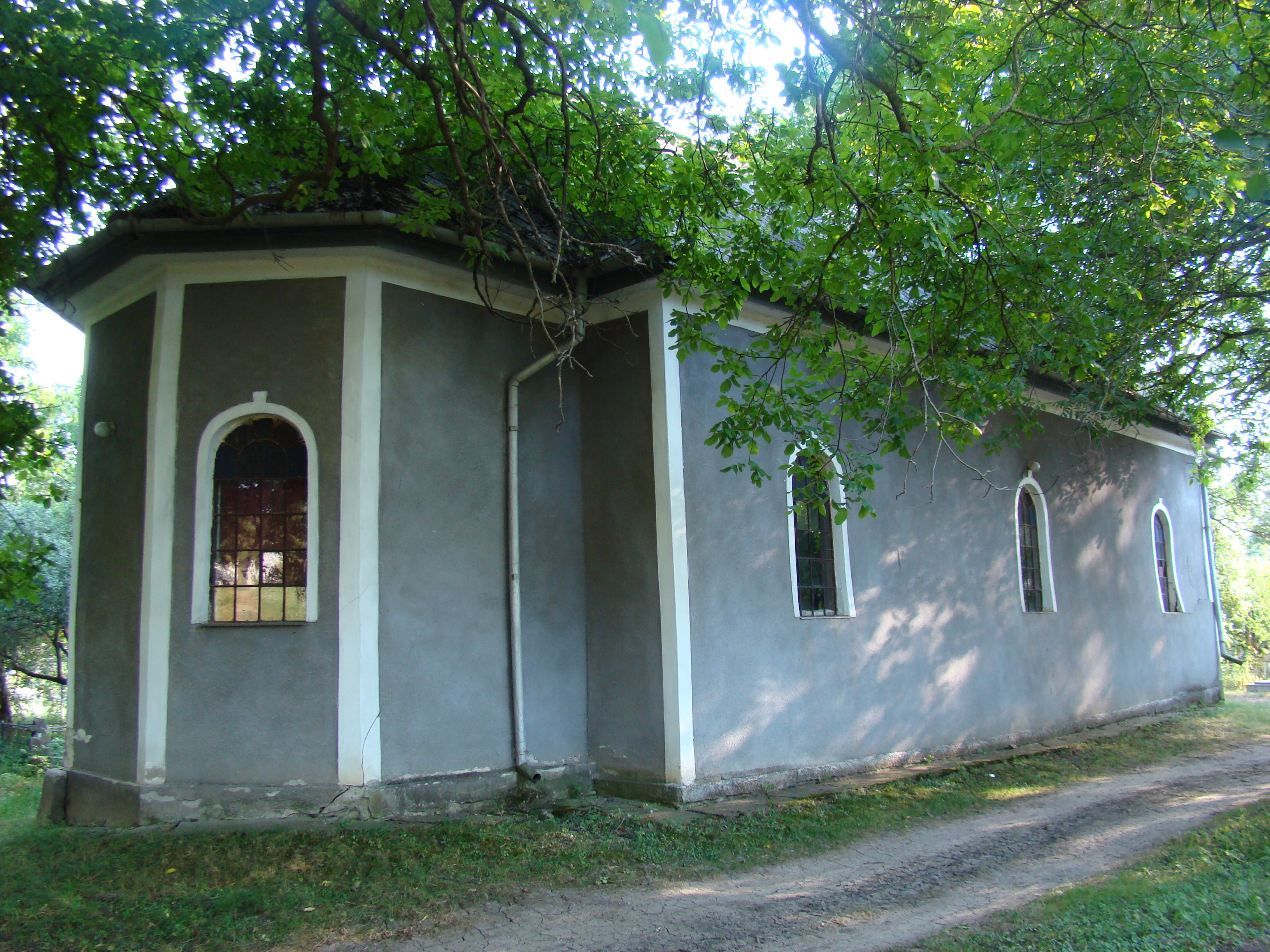
Biserica de lemn
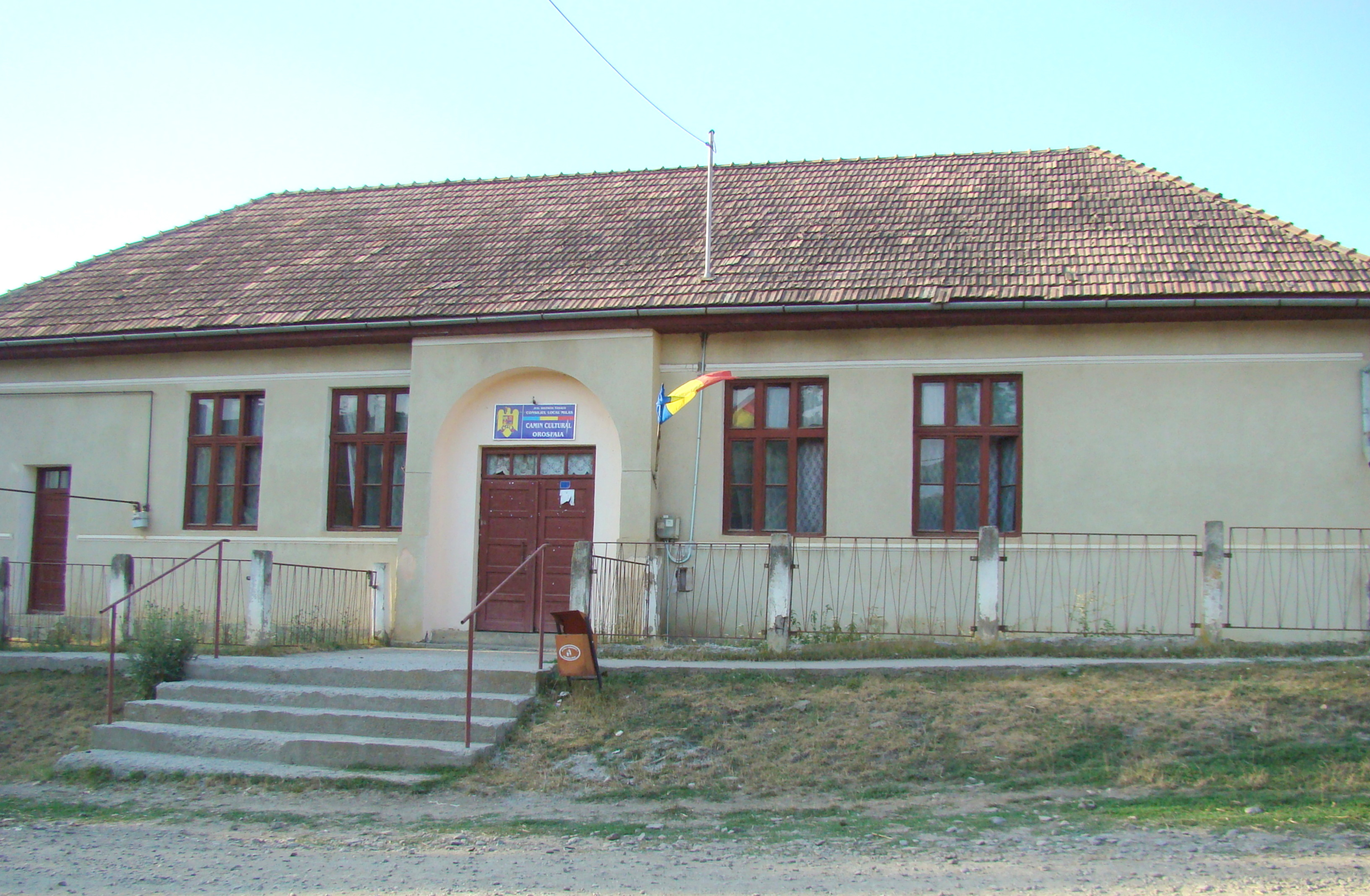
Căminul cultural
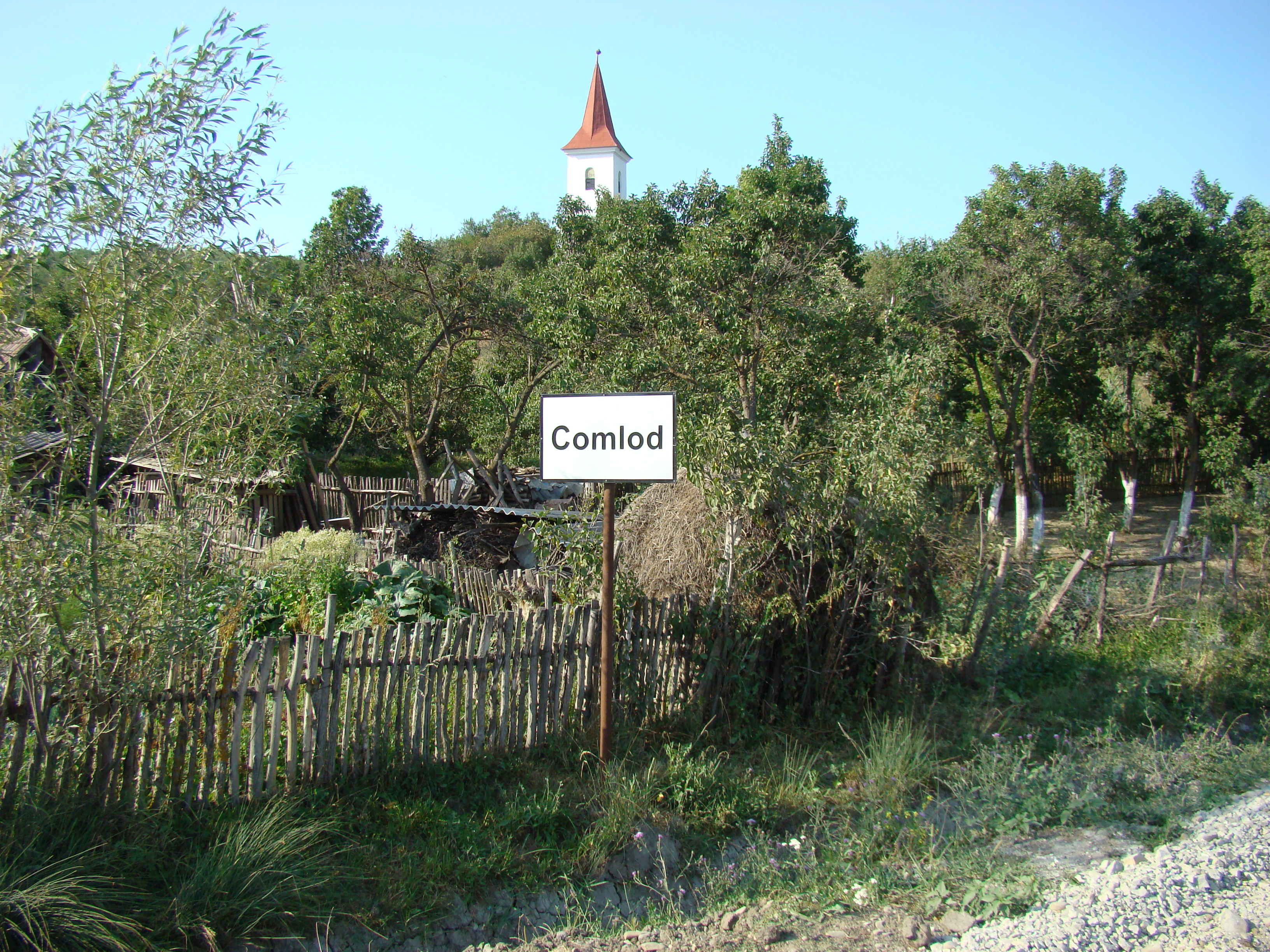
Satul Comlod
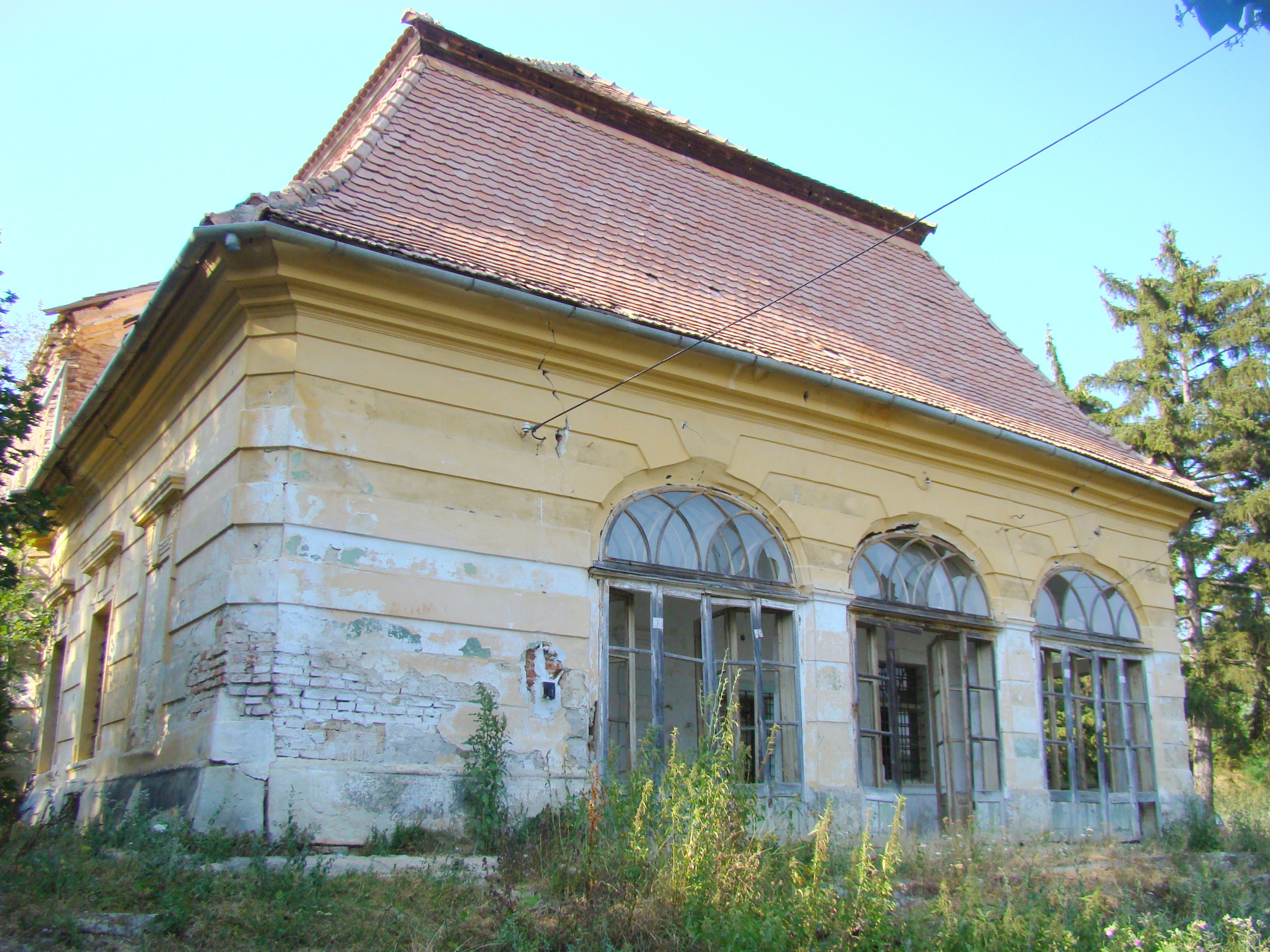
Castelul Teleki (monument istoric)
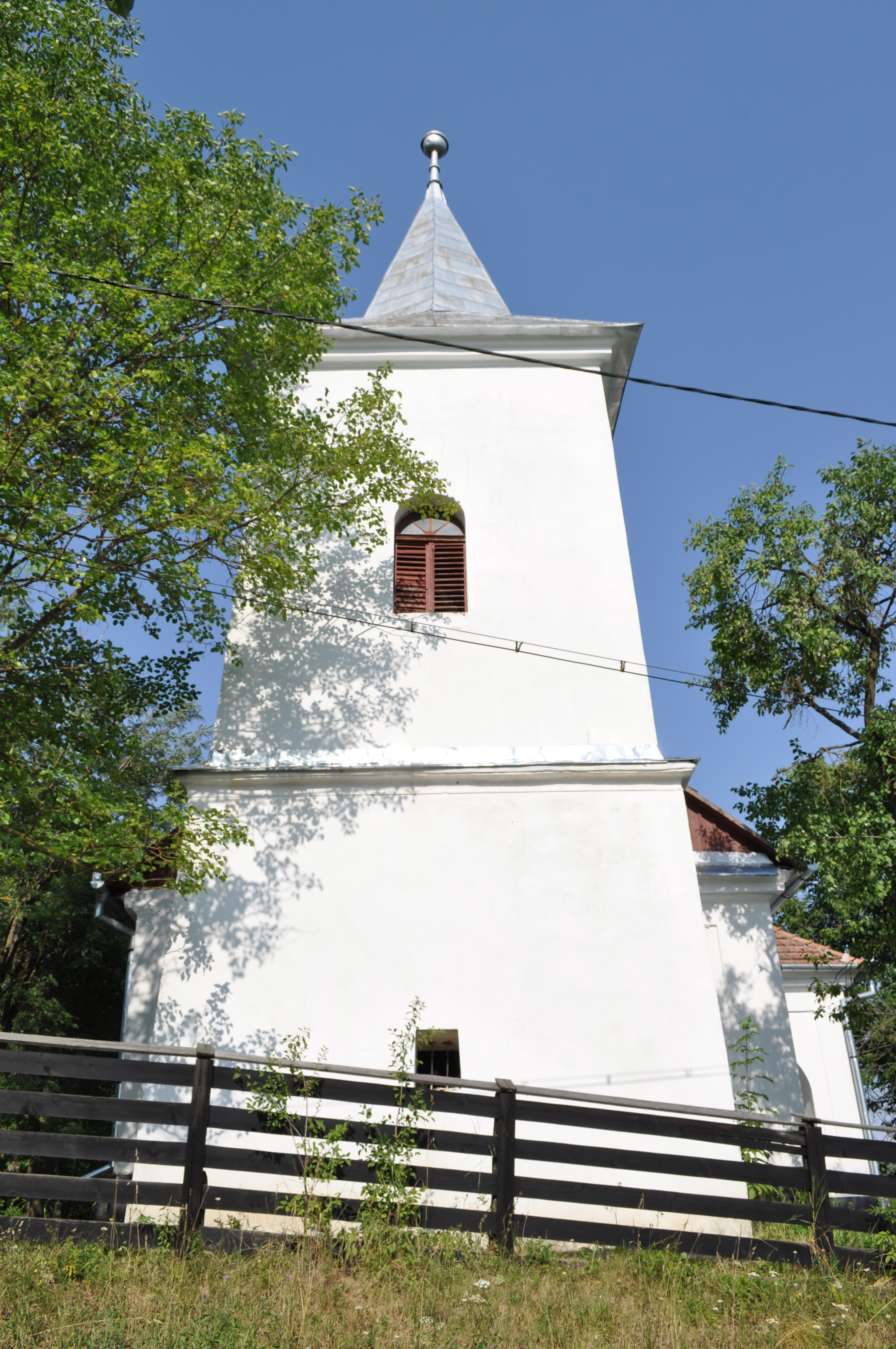
Biserica reformată (monument istoric)
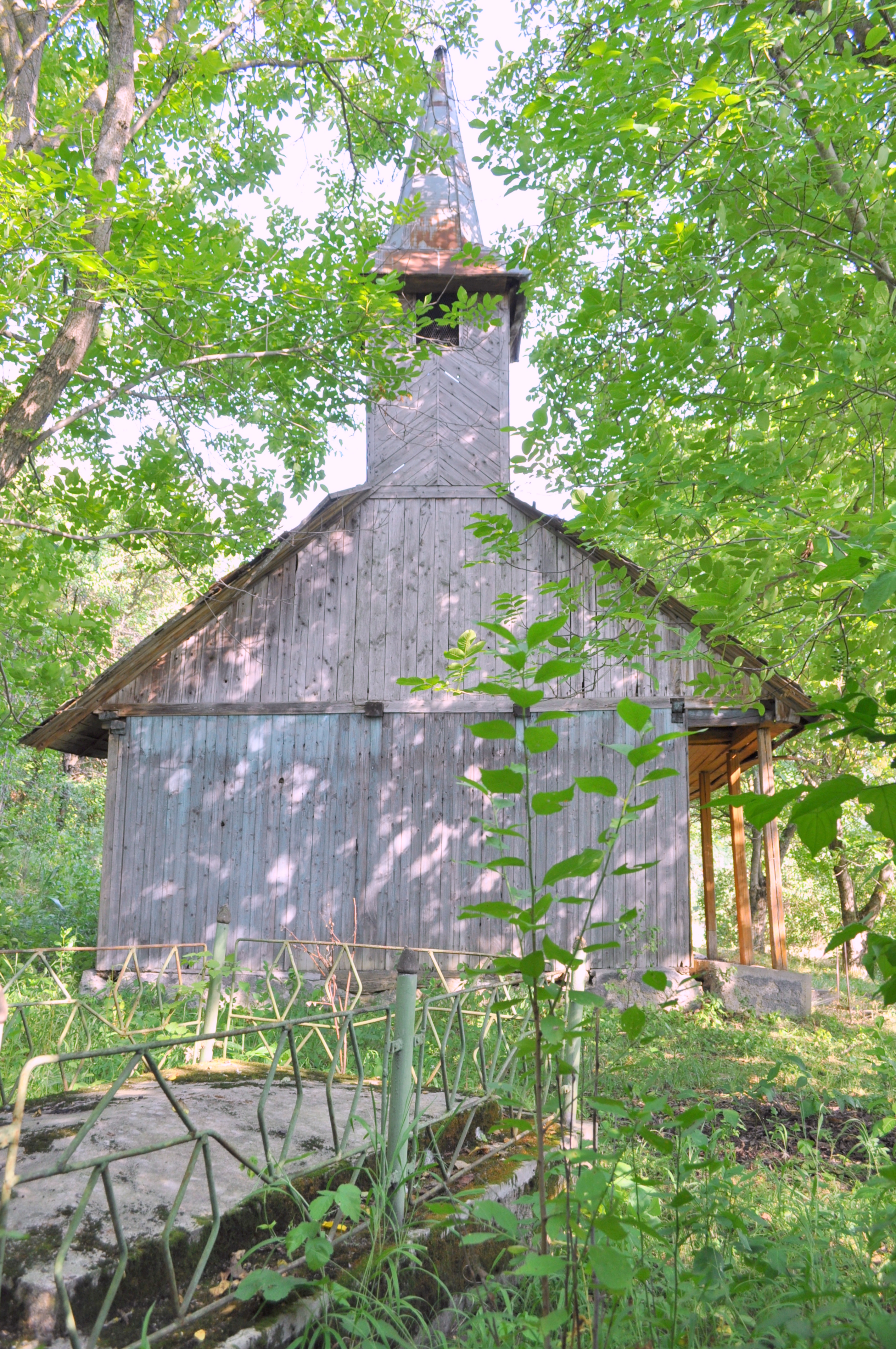
Biserica de lemn (monument istoric)